# Jednostka regionalna Lesbos
Jednostka regionalna Lesbos (nwgr.: Περιφερειακή ενότητα Λέσβου) – jednostka administracyjna Grecji w regionie Wyspy Egejskie Północne. Powołana do życia 1 stycznia 2011 w wyniku przyjęcia nowego podziału administracyjnego kraju. W 2021 roku liczyła 83 tys. mieszkańców.
W skład jednostki wchodzi tylko jedna gmina: Lesbos.